# Jablaniški Potok
Jablaniški Potok este o localitate din comuna Šmartno pri Litiji, Slovenia, cu o populație de 5 locuitori.